# Max Hahn (Politiker)

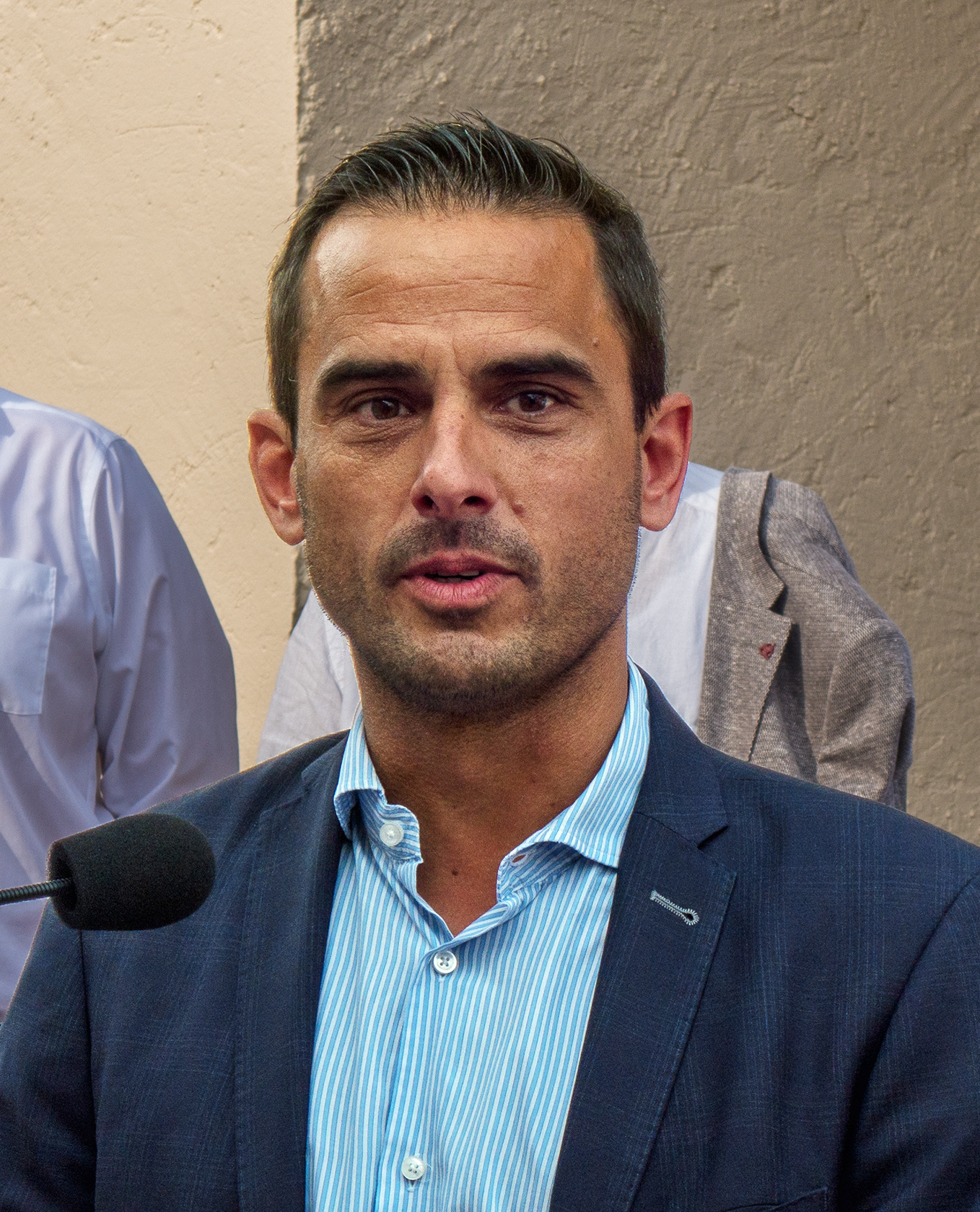
Max Hahn, 2023

Max Hahn (geboren am 30. April 1981 in der Stadt Luxemburg) ist ein luxemburgischer Ingenieur und Politiker (Demokratische Partei). Am 15. Juni 2023 trat er in Nachfolge von Corinne Cahen als Minister für Familie und Integration und Minister für die Großregion in die Luxemburger Regierung ein.

## Werdegang
Hahn wurde am 30. April 1981 in der Stadt Luxemburg geboren. Er wuchs in Bettingen auf, einem Ortsteil von Dippach, wo er noch heute lebt. Hahn besuchte die Grundschule in Schuweiler und die Handwerkerschule in Limpertsberg. Anschließend nahm er ein Studium der Elektrotechnik an der Universität Luxemburg auf, in dessen Verlauf er sich auf den Bereich der erneuerbaren Energien spezialisierte und das er als Jahrgangsbester abschloss. Hahn arbeitete dann für einige Jahre in einem Ingenieurbüro, bevor er sich beruflich neu orientierte und von 2010 bis zu seiner Wahl ins Parlament 2013 als Ausbilder bei der Feuerwehr seiner Geburtsstadt tätig war.

## Politik
Hahn ist seit 2005 Mitglied der Demokratischen Partei. Von 2010 bis 2014 leitete er die nationale Jugendorganisation der Partei, mit Stand Mai 2019 ist er 1. Vizepräsident der DP sowie Vorsitzender des Bezirksverbandes Süd.
Bei der Kommunalwahl Ende 2005 wurde Hahn in den Gemeinderat von Dippach gewählt. Das Wahlergebnis führte zu einer Koalition seiner DP mit der LSAP, die eine Mehrheit von einem Sitz besaß, und bei der zu Beginn vereinbart wurde, dass der Posten des 2. Schöffen die ersten drei Jahre der LSAP, die folgenden drei der DP zufiel. Hahn wurde dann auch an einem Freitag Anfang 2009 auf sein neues Amt vereidigt. Allerdings hatte sich bereits zuvor die DP-Gemeinderätin und 1. Schöffin Gaby Schaul mit beiden Parteien überworfen, war anschließend ausgetreten und hatte als nun unabhängige Abgeordnete mit der oppositionellen CSV einen Machtwechsel vereinbart. Daher wurde bereits am darauffolgenden Montag die gesamte Gemeindeleitung abgewählt, was Hahn die Bezeichnung „Schöffe für ein Wochenende“ einbrachte. Bei der nächsten Kommunalwahl 2011 änderten sich dann die Mehrheitsverhältnisse erneut, Hahn war seither erneut Schöffe.
Bei der Kammerwahl 2013 landete Hahn im Wahlbezirk Süd, bei drei gewonnenen Mandaten für seine Partei, auf dem vierten Platz. Da der vor ihm liegende Claude Meisch auf die Regierungsbank wechselte, konnte Hahn zum 5. Dezember 2013 dessen Mandat übernehmen. Bei der Kammerwahl 2018 konnte Hahn sein Mandat verteidigen. Er leitete im Parlament den Ausschuss für Familien und Integration und war stellvertretender Vorsitzender der Ausschüsse für Wohnungsbau, für Umwelt und für Mobilität und öffentliches Bauwesen.
Am 14. Juni 2023 wurde Hahn von der DP als Nachfolger der Familienministerin Corinne Cahen nominiert, die ihren Regierungsposten abgeben musste, um ihr Mandat in der Kommunalpolitik annehmen zu können.

## Privates
Hahn hat eine Schwester, Patricia, und einen Bruder, Pit. Er spielte Fußball im Verein von Schuweiler und ist Vorsitzender des Tennisvereins von Dippach.